# American Dogs in Europe
American Dogs in Europe är en EP av det amerikanska punkrockbandet Adolescents, släppt den 3 augusti 2012. Det är bandets första släpp utan gitarristen Joe Harrison, som ersattes av Dan Root.

## Låtlista
Alla låtar skrevs av Tony Reflex och Steve Soto, förutom "Destination Nowhere", skriven av Reflex, Soto och Dan Root.
1. "American Dogs in Europe" - 2:59
2. "Conquest of the Planet of the See Monkeys" - 2:47
3. "Stage Diving Daisy's Revenge" - 2:46
4. "Destination Nowhere" - 3:02

## Musiker
Adolescents
- Tony Reflex - sång
- Steve Soto - bas, bakgrundssång
- Mike McKnight - gitarr
- Dan Root - gitarr
- Armando Del Rio - trummor

Övrig musiker
- Greg Stocks - bakgrundssång